# فيليب بي. كامبل
فيليب بي. كامبل هو محامي وسياسي أمريكي، ولد في 25 أبريل 1862 في جزيرة كيب بريتون في كندا، وتوفي في 26 مايو 1941 في واشنطن العاصمة في الولايات المتحدة. نشط حزبياً في الحزب الجمهوري. وقد انتخب عضو مجلس النواب الأمريكي ‏.